# Impuesto revolucionario
Un impuesto revolucionario, también conocido como vacuna extorsiva, es la denominación que suelen dar determinados grupos insurgentes a la extorsión económica. Lo realizan determinadas organizaciones armadas y grupos terroristas que persiguen objetivos políticos. Algunas de estas organizaciones, que lo han ejercido o todavía lo ejercen, son el IRA en Irlanda; ETA en España; las FARC-EP, el ELN en Colombia; y el MRTA en Perú.

## Proceso
Los impuestos revolucionarios suelen ser extorsionados de las empresas, y también "desempeñan un papel secundario como otro medio de intimidar a la población objetivo". La banda armada suele enviar remesas de cartas al grupo de empresarios seleccionados. En ella se le recuerda su «deber» de contribuir a la lucha por la liberación de la patria o de alguna revolución y se le recuerda que de no hacerlo él y sus bienes serán objetivos de atentados terroristas, aunque si el lenguaje está moderado por la situación política se suelen utilizar otros términos.

### Ejemplos
Durante la Revolución Cubana, el Movimiento 26 de Julio obtuvo recursos por este medio, cobrándole principalmente a los ingenios azucareros, los ganaderos y la banca.
Habitualmente, en el caso de ETA, el llamado impuesto revolucionario, dependiendo de la situación política, incluía desde peticiones cordiales para la construcción del fin político de la organización, hasta amenazas de muerte contra los sujetos elegidos o sus familias (empresarios, profesionales, etc.) en el caso de que no se pagase la cantidad exigida. Estas situaciones se repitieron con más o menos frecuencia hasta que en marzo de 2011 ETA anunció que cancelaba su extorsión.
Todo el proceso de selección, información, presiones y cobro efectivo, iba marcado por características conocidas en las organizaciones de crimen organizado, en algunos casos, y realizado por personas pertenecientes a las diferentes organizaciones legales del entorno de las bandas armadas. En el caso de ETA, se calcula que recaudaba aproximadamente 1,5 millones de euros cada año por esta vía.